# Vacuümtoilet

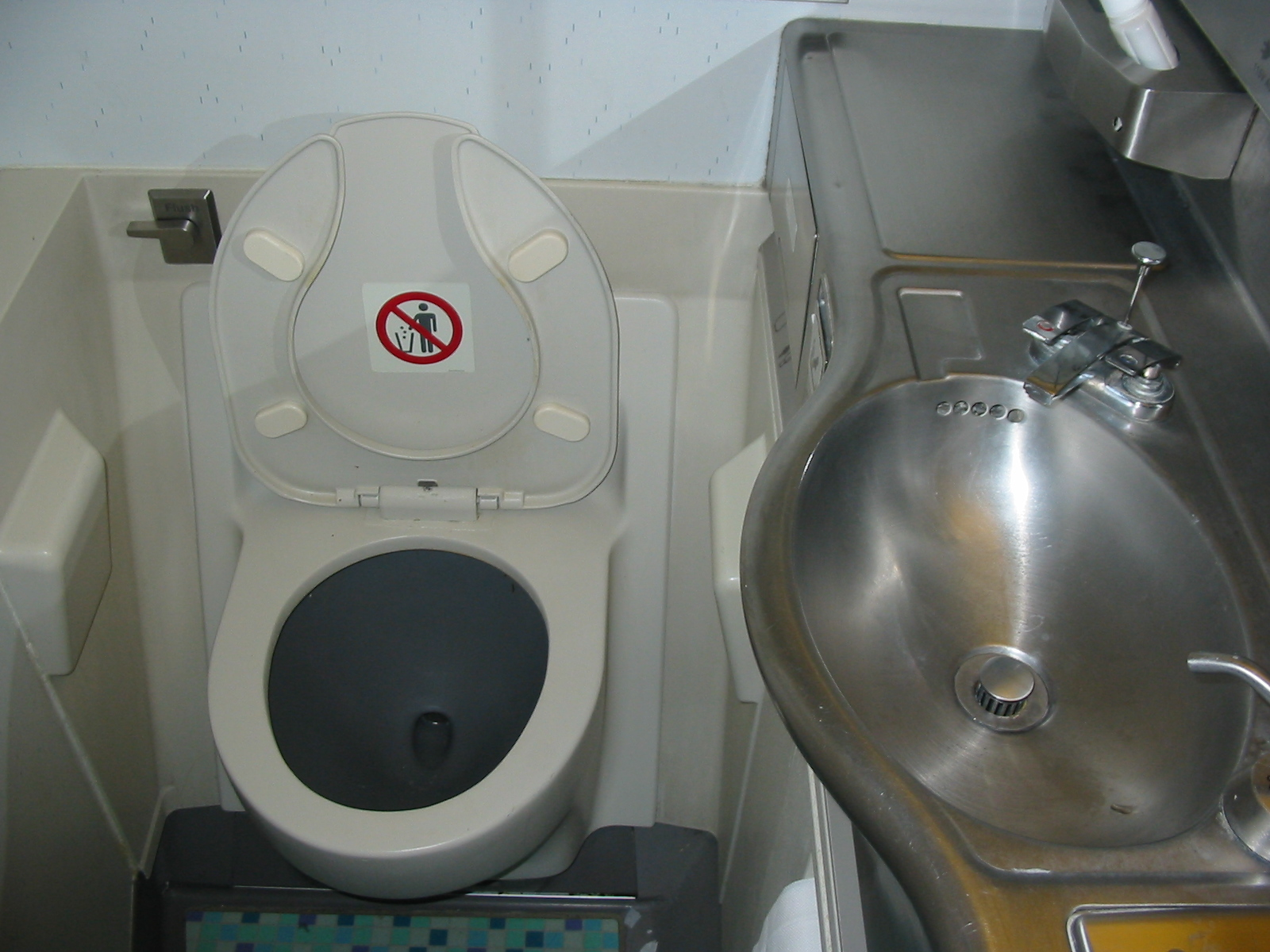
Een vacuümtoilet in een Boeing 747.

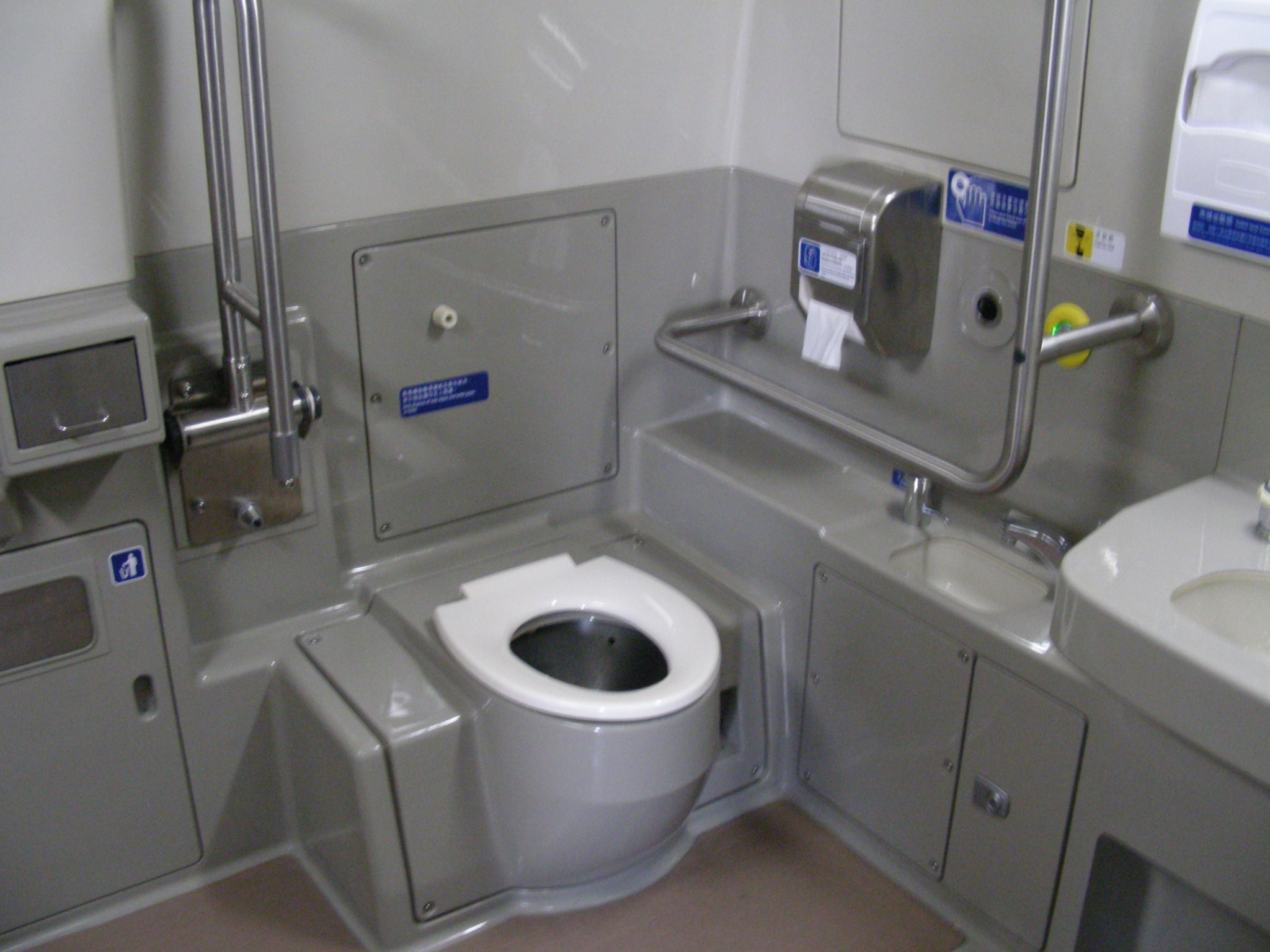
Een vacuümtoilet met beugels voor gehandicapten in een Taiwanese trein

Een vacuümtoilet is een toilet waarbij het spoelwater en de af te voeren urine en ontlasting niet door zwaartekracht worden afgevoerd, maar door onderdruk.
De afvoer heeft een kleine afzuigopening (circa 32 mm doorsnee) die is afgesloten door een afzuigventiel (elektronisch ofwel pneumatisch gestuurd). Bij het doorspoelen stroomt eerst een kleine hoeveelheid water in de toiletpot, waarna ongeveer een seconde later het afzuigventiel wordt geopend. Het drukverschil van -0,6 bar in de vacuümleiding zuigt het af te voeren materiaal uit de wc in een vacuümleiding. Ongeveer twee seconden later is de doorspoelprocedure beëindigd.

## Voordelen
Het waterverbruik van vacuümtoiletten is aanmerkelijk lager dan dat van reguliere toiletsystemen: ze spoelen met 0,8 liter water en bieden een waterbesparing tot zo'n 90 procent ten opzichte van een watercloset.
Dit is niet alleen voordelig vanuit milieu-perspectief; het zorgt er bovendien voor dat minder water hoeft te worden geproduceerd, vervoerd en afgevoerd.
Bovendien is zwaartekracht niet overal nodig bij het afvoeren. Zo kan de riolering van een vacuüm toilet ook direct omhoog na het toilet. Dit in tegenstelling tot een zwaartekracht systeem van een traditioneel toilet, waar altijd afschot benodigd is.

## Toepassing
Vacuümtoiletten worden hoofdzakelijk gebruikt aan boord van verschillende vervoermiddelen, zoals vliegtuigen, schepen, bussen en in toenemende mate treinen. Daarnaast wordt het ook gebruikt in gebouwen en als mobiel toilet op festivals.

## Vervoersmiddelen
Bij vervoersmiddelen is het onwenselijk dat de urine en ontlasting vrijelijk naar buiten vallen, maar vacuümtoiletten bieden nog andere voordelen. Zo zijn vliegtuigen en moderne treinen als de Shinkansen uitgerust met een drukcabine, waarbij een open verbinding met de buitenlucht problematisch zou zijn. Bij bussen, schepen en treinen wordt het systeem daarnaast ook om milieuredenen gebruikt.
Bij gebruik van reguliere toiletten worden de urine en ontlasting eenvoudigweg naar buiten getransporteerd waarna ze op de rails, de weg of in het water achterblijven. Zo ontstaan vaak klachten wanneer men een regulier (open) toilet gebruikt tijdens het stilstaan op een station: de uitwerpselen blijven dan op de rails liggen ook nadat de trein is vertrokken. Daarom staat aangegeven om het toilet tijdens stilstand in een station niet te gebruiken. Om dit te voorkomen werden aanvankelijk ook wel chemische toiletten gebruikt (met name in vliegtuigen en schepen), maar deze leiden vaak tot een onprettige geur.

## Ruimtevaart
Ook in de bemande ruimtevaart wordt een bijzonder type vacuümtoilet gebruikt. Hier is het gebruik van reguliere toiletten in verband met de gewichtloosheid onmogelijk; deze zijn immers aangewezen op de zwaartekracht. Spoeling door middel van een luchtstroom functioneert hier wel. De toiletpot van dit type toilet is zo ontworpen dat deze zich afsluit wanneer een gebruiker erop plaatsneemt. Voor het urineren is vaak een soort trechter aan de voorzijde toegevoegd. Bovendien is de toiletruimte uitgerust met aanpasbare beugels die voorkomen dat de gebruiker oncontroleerbare bewegingen maakt.

## Gebouwen
In gebouwen wordt normaliter een traditioneel zwaartekracht systeem gebruikt om het toilet op aan te sluiten. Door toenemende druk op het drinkwatersysteem wordt er nu ook gebruik gemaakt van vacuüm toiletten. Zo besparen je tot wel 18% van je dagelijks waterverbruik.
Er zijn verschillende projecten in Nederland, maar ook wereldwijd waar vacuümtoiletten zijn toegepast. Zoals:
- Run4Life Demosites, waaronder
  - Sneek
  - Gent (België)
  - Helsingborg (Zweden)
  - Vigo (Spanje)

## Festivals
Op plekken waar geen waterleiding of riolering ligt wordt veel gebruik gemaakt van chemische toiletten, zoals bij festivals het geval is. Afgelopen jaren zijn verschillende grote festivals overgestapt van chemische toiletten naar vacuümtoiletten. om een comfortabeler en hygiënischer oplossing te bieden dan de chemische toiletten, en tegelijkertijd niet te veel water en afvalwater te moeten vervoeren.
Festivals zoals Lowlands, Tomorrowland en Rock Werchter maken gebruik van vacuümtoiletten